# 気延山
気延山（きのべやま）は、徳島県徳島市国府町と名西郡石井町との境にある標高212.3mの山である。地元では「きのべさん」と呼ばれている。

## 地理
1185年に源義経がこの山を訪れ休息したことから気延山と名づけられた。北東部は茶臼山となっている。気延山の麓には「内谷板碑」と呼ばれる石があり、これは義経の家来である武蔵坊弁慶が山頂から投げ飛ばした石と云われている。
山頂には八倉比売神社があったが気延山南麓の杉尾山に鎮座した。三好実休の重臣である矢野国村が築城した矢野城跡がある。また麓にある阿波史跡公園内には矢野古墳や宮谷古墳がある。

## 校歌の歌詞として
「気延」などが歌詞中に存在する小中学校がある。徳島市立国府中学校、石井町立石井中学校等。